# Xerosecta giustii
Xerosecta giustii is een slakkensoort uit de familie van de Hygromiidae. De wetenschappelijke naam van de soort is voor het eerst geldig gepubliceerd in 1996 door Manganelli & Favilli.